# 永昌 (东晋)
永昌（322年-323年二月）是东晋皇帝晉元帝司馬睿的第三个年号，共计2年。
永昌元年闰十月，晋明帝即位沿用。永昌二年三月改元太宁元年。李廆墓表有“永昌三年”，可见因为消息隔绝，慕容部鲜卑辖区仍然沿用永昌年号至少直至324年。

## 纪年
| 永昌 | 元年       | 二年   |
| ---- | ---------- | ------ |
| 公元 | 322年      | 323年  |
| 干支 | 壬午       | 癸未   |
| 成汉 | 玉衡十二年 | 十三年 |
| 前赵 | 光初五年   | 六年   |
| 前凉 | 建兴十年   | 十一年 |

## 参看
- 中国年号索引
- 其他时期使用永昌的年号